# Altiplà de Luxemburg
L'altiplà de Luxemburg és un gran altiplà de gres del Juràssic Inferior al centre-sud de Luxemburg. Es troba entre els 300 i 400 metres d'altitud, és la part dominant de la regió de Gutland.
La meitat de l'Alzette té el seu recorregut a través de l'altiplà de Luxemburg, mentre que l'Ernz Negre, Ernz Blanc, Mamer i Syre també tenen el seu aiguaneix a l'altiplà El punt més alt es troba a Grünewald, en 437 metres. En termes d'ús de la terra, l'altiplà és un mosaic de boscos i terres de conreu. Alguns dels sòls més fèrtils de Luxemburg estan en aquest lloc, però d'altres prioritats econòmiques i ambientals de pressió, contribueixen a fer que l'agricultura només formi una petita part de l'activitat econòmica a l'altiplà.
És la subregió més poblada de Luxemburg, està habitada per més de 170.000 persones. Econòmica i socialment, la Ciutat de Luxemburg domina l'altiplà, amb quasi la meitat de la població. Altres ciutats de la zona són: Bascharage, Bertrange, Howald, Mamer i Strassen, totes tenen poblacions de més de 4.000 persones. L'economia de la regió se centra en l'administració, els serveis financers, el turisme, i l'alta tecnologia de la indústria.